# Silvanus
Silvanus es un género de escarabajos perteneciente a la familia Silvanidae. Se encuentra preferentemente en regiones templadas y tropicales de todo el mundo.
Miden 1.8-3.5 mm. Son alargados y aplanados. El color varía de castaño claro o naranja a castaño oscuro. Están cubiertos de pubescencia o vello. Algunas especies son plagas de productos almacenados y han sido introducidas en otras regiones, más allá del lugar de origen.

## Especies
Este género contiene las siguientes especies:
- Silvanus andamanicus
- Silvanus bidentatus Fabricius
- Silvanus bhutanicus
- Silvanus castaneus MacLeay
- Silvanus costatus
- Silvanus curvispinus Pal & Sen Gupta
- Silvanus difficilis Halstead
- Silvanus familiaris
- Silvanus gibbus Pal & Sen Gupta
- Silvanus imitatus Pal & Sen Gupta
- Silvanus inarmatus Wollaston
- Silvanus lateritius Broun
- Silvanus lewisii Reitter
- Silvanus mediocris Grouvelle
- Silvanus muticus Sharp
- Silvanus nigrans Pal & Sen Gupta
- Silvanus nitidulus LeConte
- Silvanus planatus Germar
- Silvanus productus Halstead
- Silvanus proximus Grouvelle
- Silvanus recticollis Reitter
- Silvanus retrahens
- Silvanus robustus Halstead
- Silvanus rossi Halstead
- Silvanus ruficorpus Pal & Sen Gupta
- Silvanus semus Halstead
- Silvanus unidentatus Olivier